# Qionghai
Byen Qionghai (kinesisk: 琼海市, pinyin: Qiónghǎi Shì) er en by på amtsniveau på den østlige del af øen og provinsen Hainan i Folkerepublikken Kina. Qionghai står direkte under provinsregeringen. I 1999 var der 442.780 indbyggere i Qionghai  og et areal på 1.692 km².
Residensen for Familie Cai (Cai jiazhai) i byen Bo'an er en seværdighed og et af Kinas fredede mindesmærker.